# Acte propi
La doctrina dels actes propis, que en llatí és coneguda com a "venire contra factum propium non valet", proclama el principi general del dret que manté la inadmissibilitat d'actuar contra els propis actes. Constituïx un límit de l'exercici d'un dret subjectiu, d'una facultat o d'una potestat a conseqüència del principi de bona fe i particularment, de l'exigència d'observar, dintre del tràfic jurídic, un comportament conseqüent.
L'antecedent de més antiguitat és una responsa d'Ulpià. En aquesta s'impedeix a un pare al·legar la nul·litat del testament de la seva filla morta en fundar la seva pretensió en la ineficàcia de l'emancipació quan, prèviament, ell mateix havia emancipat a la seva filla i li havia donat plena capacitat. A l'edat mitjana, Acursio i Bàrtolo de Sassoferrato van desenvolupar la teoria en el Corpus Iuris Civilis fonamentant la falta de legitimació activa del pare.
La conseqüència bàsica és processal. Esdevé en la prohibició de poder al·legar judicialment el canvi de conducta.